# Blechnum melanopus
Blechnum melanopus là một loài thực vật có mạch trong họ Blechnaceae. Loài này được Hook. mô tả khoa học đầu tiên năm 1859.